# Tempel van Debod
De tempel van Debod is een bouwwerk in de Spaanse hoofdstad Madrid, gelegen in het Parque del Oeste. De tempel was gewijd aan de god Amon van Nubië. 

## Verplaatsing naar Madrid
De Tempel van Debod is een Egyptische tempel uit de 4e eeuw v.Chr. en werd in 1968 overgebracht naar Madrid als geschenk van de Egyptische regering als dank voor de Spaanse ingenieurs die oude monumenten hadden gered nadat een gebied gepland onder water werd gezet bij de bouw van de Aswandam in de Nijl.

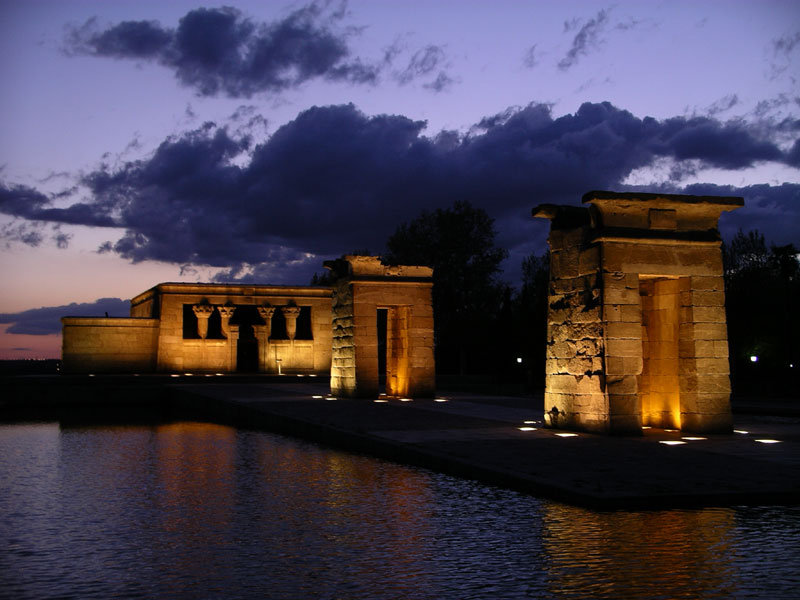
Tempel bij schemering
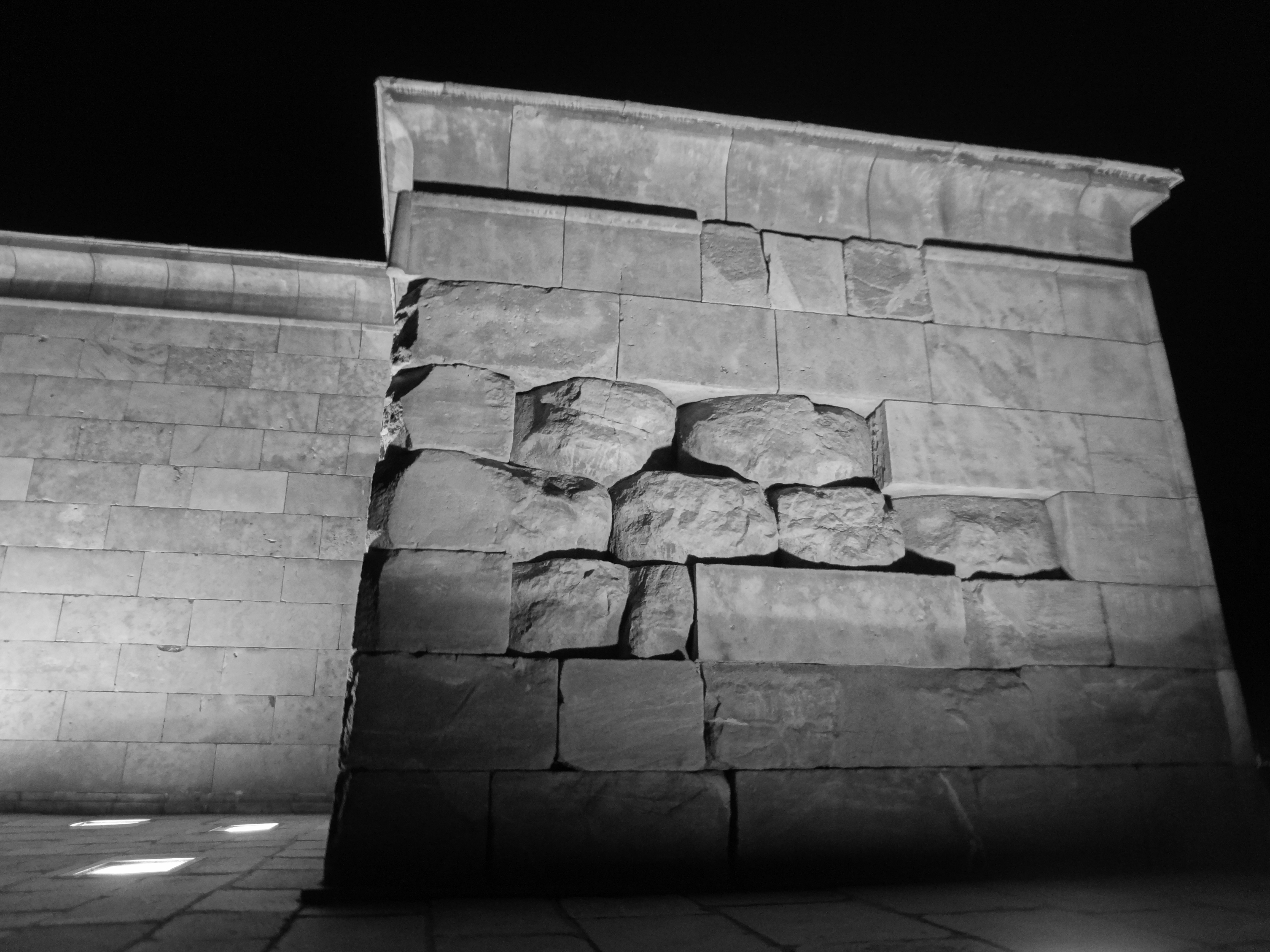
Tempel van Debod bij nacht
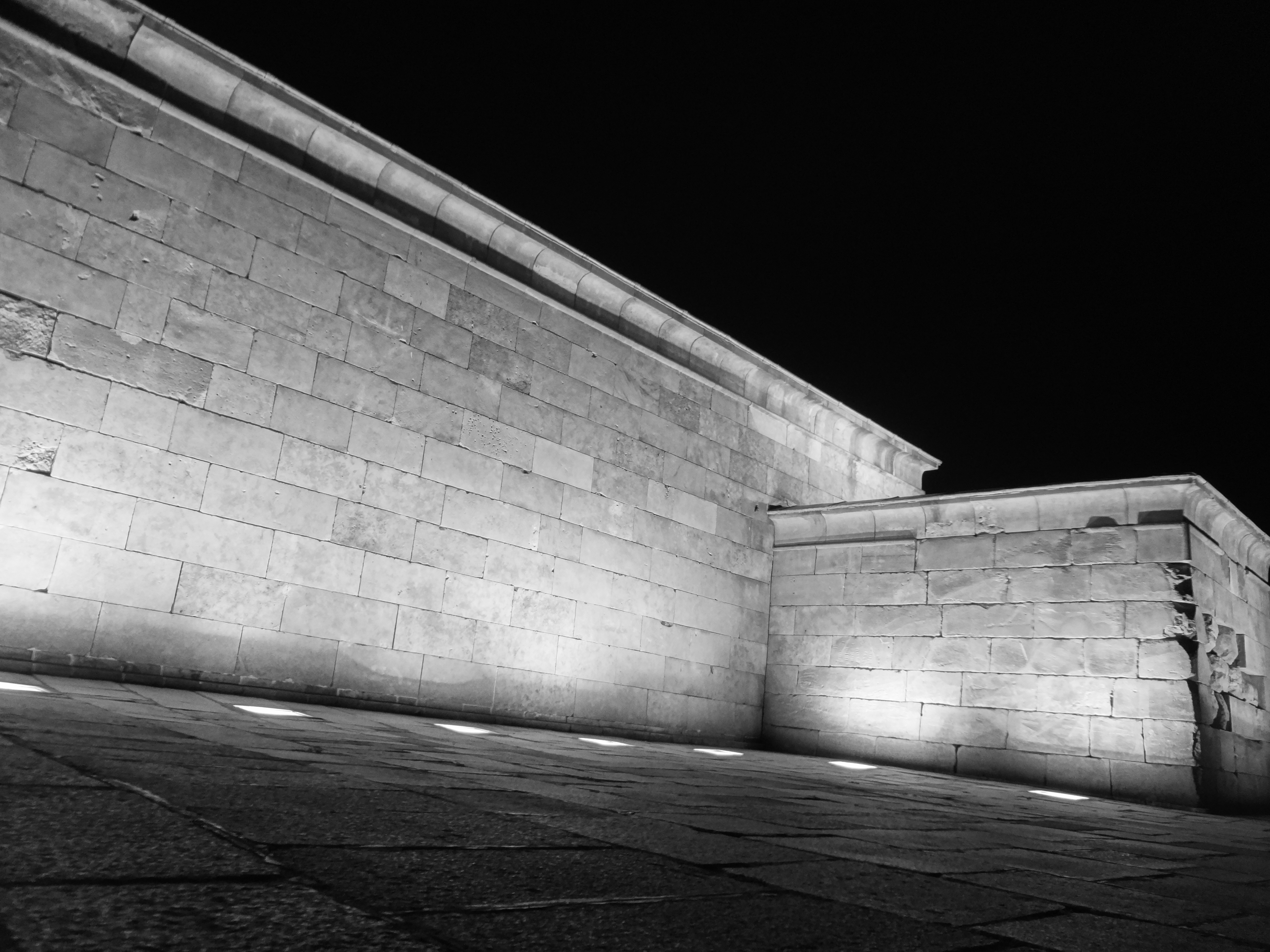
Tempel van Debod bij nacht

## Overige gedoneerde tempels
De drie andere tempels die gedoneerd werden naar aanleiding van hun hulp bij de constructie van de Aswandam en de herlocatie van bedreigde monumenten zijn: 
- De tempel van Taffeh (Rijksmuseum van Oudheden in Leiden)
- De tempel van Dendur (Metropolitan Museum of Art in New York)
- De tempel van Ellesiya (Museo Egizio in Turijn)